# Sarah Bolger
Sarah Bolger (Dublin, 1991. február 28. –) ír színésznő.
Legismertebb alakítása Aurora hercegnő az Egyszer volt, hol nem volt című sorozatban. A Mayans M.C. című sorozatban is szerepelt.

## Fiatalkora
1991. február 28-án született Dublinban, édesapja Derek hentes és édesanyja Monica háziasszony volt. Húga, Emma szintén színésznő, azóta akadémiai pályára lépett. 2003 és 2009 között a Loreto High School Beaufortba járt, és az Ann Kavanagh's Young People's Theatre-ben vett órákat.

## Pályafutása
2008 és 2010 között a Tudorok című sorozat mellékszereplője volt. 2008-ban szerepelt A Spiderwick krónikák című filmben. 2012 és 2015 között az Egyszer volt, hol nem volt című sorozatban alakította Aurora szerepét. 2014-ben a Mixology című sorozatban szerepelt. 2015-ben A Lazarus-hatás című filmben tűnt fel. 2019-ben a Nehéz egy jó asszonyt találni című filmben szerepelt.

## Filmográfia

### Filmek
| Év   | Magyar cím                    | Eredeti cím                  | Szerep               | Magyar hang                                               |
| ---- | ----------------------------- | ---------------------------- | -------------------- | --------------------------------------------------------- |
| 1999 | Hit a szerelemben             | A Love Divided               | Eileen Cloney        |                                                           |
| 2003 | Amerikában                    | In America                   | Christy              | Czető Zsanett                                             |
| 2005 |                               | Tara Road                    | Annie                |                                                           |
| 2006 | 001 – Az első bevetés         | Stormbreaker                 | Sabina Pleasure      | Molnár Ilona                                              |
| 2008 | A Spiderwick krónikák         | The Spiderwick Chronicles    | Mallory Grace        | Bánlaki Kelly                                             |
| 2009 |                               | Iron Cross                   | Kashka               |                                                           |
| 2011 |                               | From Up on Poppy Hill        | Umi Matsuzaki (hang) |                                                           |
| 2011 |                               | The Moth Diaries             | Rebecca              |                                                           |
| 2013 | Menőkor                       | As Cool as I Am              | Lucy Diamond         | Tamási Nikolett (1. szinkron) Hermann Lilla (2. szinkron) |
| 2013 | Összetörve                    | Crush                        | Jules                | Farkas Fanni                                              |
| 2014 |                               | Kiss Me                      | Zoe                  |                                                           |
| 2015 | A Lazarus-hatás               | The Lazarus Effect           | Eva                  | Kelemen Kata                                              |
| 2015 |                               | My All American              | Linda Wheeler        |                                                           |
| 2015 |                               | Emelie                       | Emelie               |                                                           |
| 2017 | Halal, családi vállalkozás    | Halal Daddy                  | Maeve Logan          |                                                           |
| 2019 | A szabadság útja              | End of Sentence              | Jewel                |                                                           |
| 2019 | Nehéz egy jó asszonyt találni | A Good Woman Is Hard to Find | Sarah                |                                                           |
| 2021 | Szakítottunk                  | We Broke Up                  | Bea                  |                                                           |

### Televíziós szerepek
| Év        | Magyar cím                 | Eredeti cím       | Szerep            | Megjegyzések                                                                |
| --------- | -------------------------- | ----------------- | ----------------- | --------------------------------------------------------------------------- |
| 1999      | Titkos ügy                 | A Secret Affair   | Helena Fitzgerald | tévéfilm                                                                    |
| 2004      |                            | The Clinic        | Janey Quinn       | 2 epizód                                                                    |
| 2006      |                            | Stardust          | Lorraine Keegan   | minisorozat                                                                 |
| 2008–2010 | Tudorok                    | The Tudors        | Tudor Mária       | mellékszereplő magyar hangja Csifó Dorina                                   |
| 2012–2015 | Egyszer volt, hol nem volt | Once Upon a Time  | Aurora hercegnő   | mellékszereplő magyar hangja Csondor Kata (1. hang) Ruttkay Laura (2. hang) |
| 2014      |                            | Mixology          | Janey             | 1 epizód                                                                    |
| 2015–2017 | Into the Badlands          | Into the Badlands | Jade              | főszereplő magyar hangja Hay Anna                                           |
| 2016      | Carter ügynök              | Agent Carter      | Violet            | 3 epizód magyar hangja Gáspár Kata                                          |
| 2018–2019 | Képmás                     | Counterpart       | Anna Silk         | mellékszereplő                                                              |
| 2018–2023 | Mayans M.C.                | Mayans M.C.       | Emily Thomas      | főszereplő magyar hangja Molnár Ilona                                       |